# Medzev
Medzev (niem. Metzenseifen, węg. Mecenzéf) – miasto w powiecie Koszyce-okolice w kraju koszyckim na Słowacji. Leży na zachód od Koszyc, nad rzeką Bodwą, w niewielkiej kotlinie na samym południowym skraju Rudaw Słowackich. Powstało w 1960, kiedy połączono dwie sąsiednie wsie: Nižný Medzev i Vyšný Medzev. W 1999 Vyšný Medzev wraz z osadą Baňa Lucia odłączył się od miasta i otrzymał status wsi gminnej (słow. obec).
Obie wsie powstały w XIII-XIV w., osadzone w większości osadnikami przybyłymi z krain niemieckich. Zajmowali się oni górnictwem i hutnictwem (wydobycie rud miedzi i żelaza, huty, kuźnie itp). Na skutek upadku tych przemysłów znaczna część ludności wyemigrowała przed I wojną światową do Stanów Zjednoczonych. Do dziś miejscowość zamieszkana jest przez niewielką społeczność niemiecką liczącą 500 osób (ok. 15% ogółu mieszkańców w 2001 roku i ok. 8% w 2011 roku).

## Współpraca
Miejscowość partnerska:
- Bièvre, Belgia